# Roald Poulsen
Roald Poulsen (født 28. november 1950, død oktober 2024) var en dansk fodboldtræner, der har trænet bl.a. OB, B 1913 og senest fusionsklubben FC Fyn. Den 1. januar 2009 tiltrådte han som teknisk direktør på Cape United Soccer School of Excellence i Cape Town.
Roald Poulsen var meget engageret i afrikansk fodbold og har været landstræner for Zambia 1994-1996 og igen som vikar i 2002.

## Trænerkarriere
- 1978-1982: OKS
- 1983-1987: B 1913
- 1988-1992: OB
- 1993-1994: Viborg FF
- 1994-1996: Landstræner for Zambia
- 1996-1998: OB
- 1998-1999: Al Rayyan Sports Club (Qatar)
- 1999-2004: Teknisk direktør for FC Københavns fodboldskole i Sydafrika
- 2002: Vikarierende landstræner Zambia
- 2004-2005: Santos Football Club (Sydafrika)
- 2005-2006: Dalum IF
- 2006: B 1913
- 2006-2007: FC Fyn
- 2009- : Teknisk direktør for Cape United Soccer School of Excellence i Cape Town